# إسبينوسا دي لوس كاباييروس
بلدية إسبينوسا دي لوس كاباييروس (بالإسبانية: Espinosa de los Caballeros) هي بلدية تقع في مقاطعة آبلة التابعة لمنطقة قشتالة وليون وسط إسبانيا.

## الديموغرافيا
يبلغ عدد سكان بلدية إسبينوسا دي لوس كاباييروس 111 نسمة عام 2011 (وفقاً للمعهد الوطني للإحصاء الإسباني).
| 114 | 107 | 103 | 112 | 109 | 111 | 111 |